# Coradion
Coradion Kaup, 1860 è un genere di pesci d'acqua salata, appartenenti alla famiglia Chaetodontidae. Sono originari degli oceani Indiano e Pacifico. Appartengono alla classe degli attinopterigi, ossia hanno pinne sostenute da raggi.

## Descrizione
Le dimensioni si attestano sui 15-18 cm, secondo la specie.

## Specie
Il genere comprende 3 specie:
- Coradion altivelis
- Coradion chrysozonus
- Coradion melanopus